# 大阪朝日ビル
大阪朝日ビル（おおさかあさひビル）は、大阪府大阪市北区中之島三丁目にかつて存在し、株式会社朝日ビルディングが所有・管理・運営していたオフィスビルである。

## 概要

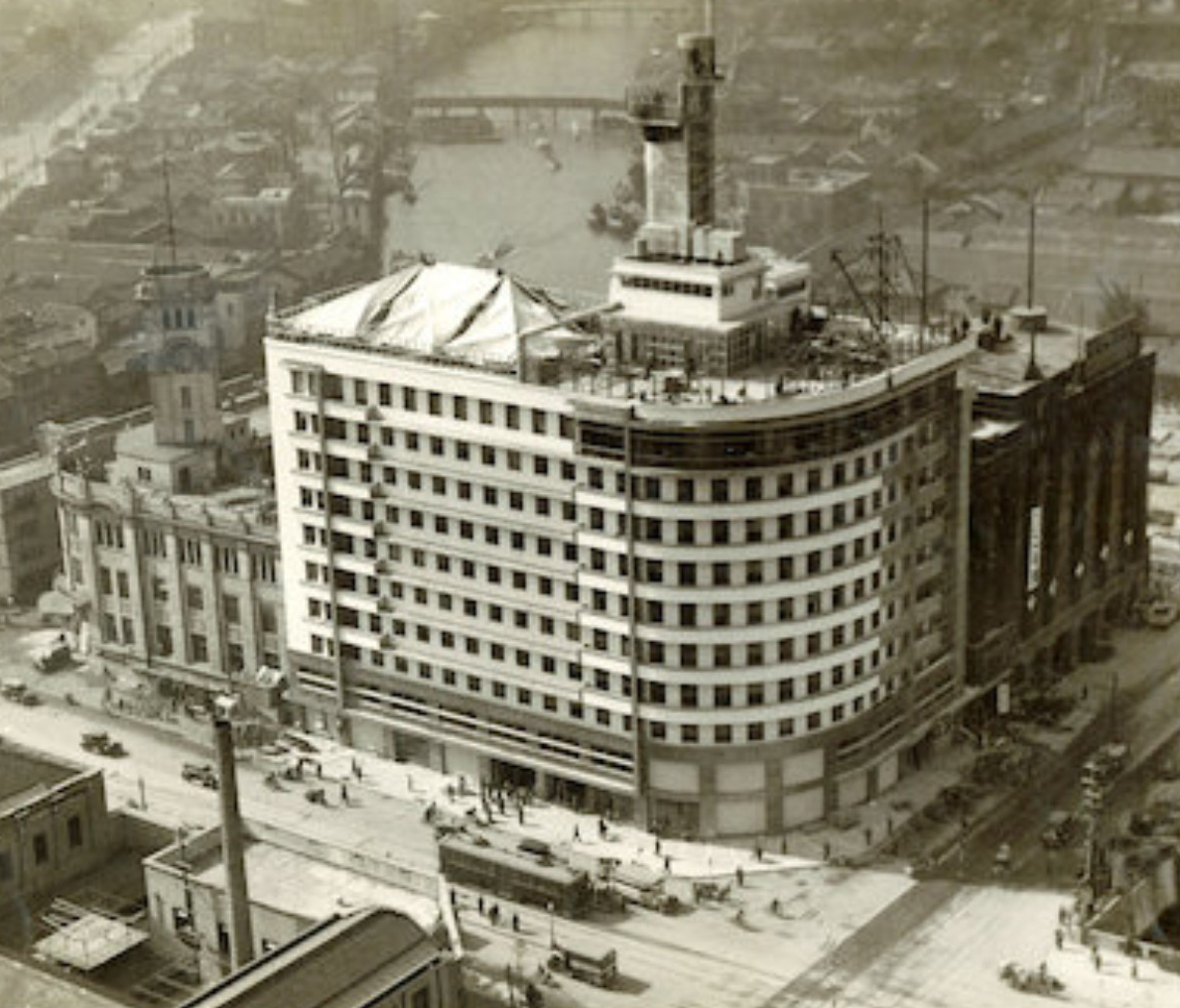
竣工後の大阪朝日ビルの様子（1931年）

当ビルは、朝日新聞大阪本社社屋として、1931年に竣工した。
北東部分にはダイビル（初代、2009年解体）と同様に客船をイメージしたアールがつけられ、朝日新聞の題字ロゴが取り付けられている。1970年に敷地南西部分をL字型に囲むように増築された朝日新聞ビル南東部も弧を描き、一体感を持たせている。内部にはガラス張りの階段室、屋上には艦橋を連想させる航空標識塔が設けられている。 DOCOMOMO JAPAN選定 日本におけるモダン・ムーブメントの建築にも選ばれた。

## 入居施設
- 朝日新聞大阪本社
- テレビ朝日関西支社
- 中之島郵便局
- 朝日放送本社（1952年 - 1958年）[注釈 1]
- エフエム大阪（1970年 - 2002年）

## 朝日新聞「中之島プロジェクト」

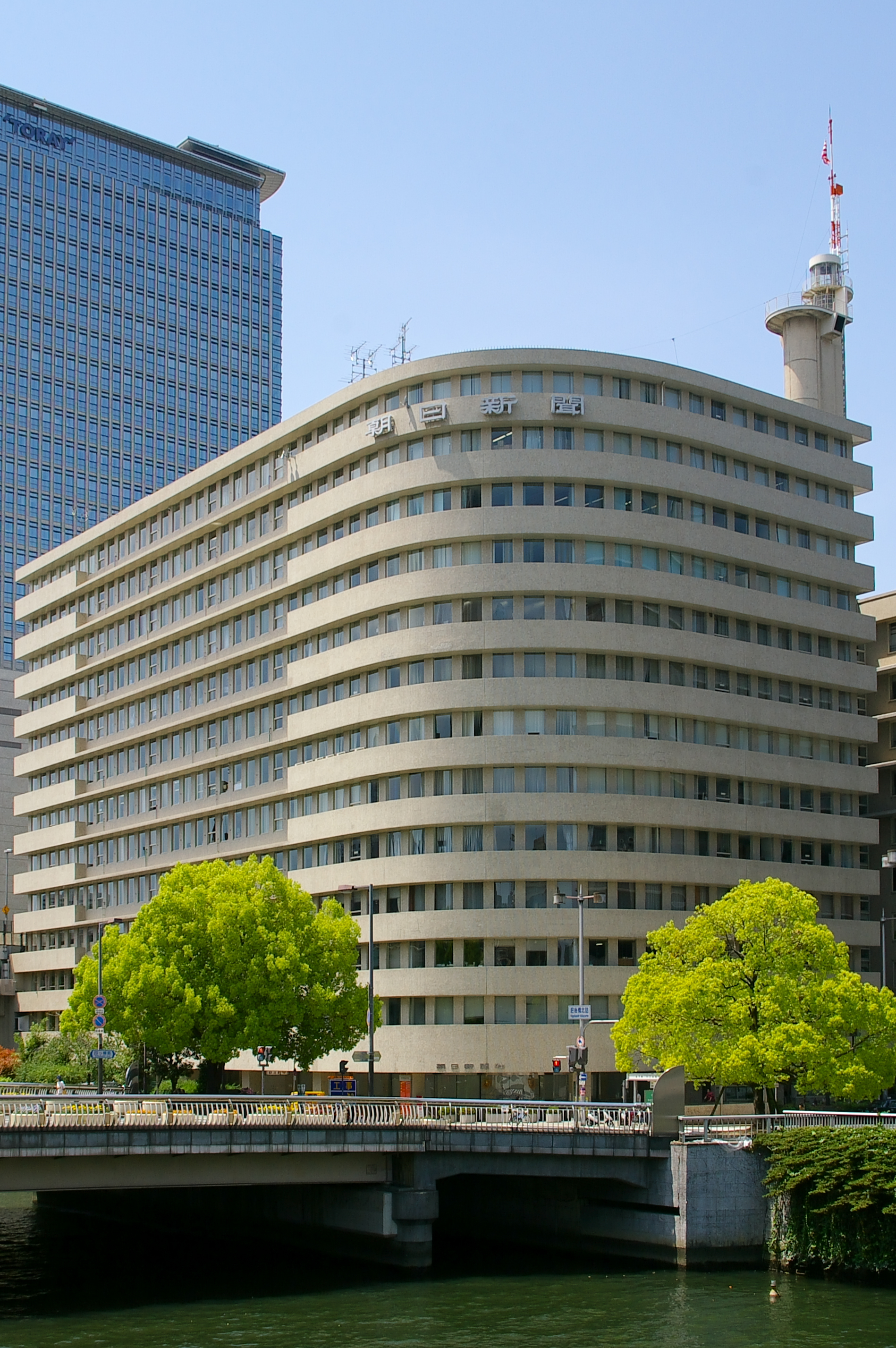
朝日新聞ビル（2006年）

朝日新聞社は当ビルの老朽化に伴い、2007年4月に朝日新聞ビルと向かいにある新朝日ビルディングを順次高層ビルに建て替える大阪・中之島プロジェクトを発表した。まず、新朝日ビルディングが2009年から解体・建て替え工事に入り、2012年11月6日に新しいフェスティバルホール（2013年4月3日開業）などを含んだ高層ビル（中之島フェスティバルタワー・東地区）となった。
次いで、当ビルと朝日新聞ビルを2018年を目途に高層ビル化し、最終的に高さ200mのツインタワー（中之島フェスティバルタワー・西地区）になる予定である。そのため、当ビルと朝日新聞ビルは2013年に解体工事を開始し、2014年3月に解体作業を終えた。朝日新聞ビルに入っていた印刷工場は、新工場を建設（大阪市福島区海老江　2012年9月に稼働開始。本社が中之島フェスティバルタワー・東地区へ移転する13年初頭からフル稼働）し、印刷機能を移転させた。

## 交通アクセス
- 大阪市営地下鉄四つ橋線肥後橋駅下車 徒歩2分
- 京阪中之島線渡辺橋駅下車 徒歩1分